# OpenSSI
OpenSSI é uma solução de clustering de Sistema de Imagem Única (SSI) baseado em Linux. O projeto OpenSSI é baseado nas tecnologias NonStop da HP para Unixware e outras modalidades open source para fornecer um ambiente completo, de alta disponibilidade e SSI para Linux. Os objetivos do cluster OpenSSI incluem alta disponibilidade, escalabilidade e gerenciabilidade, construídos sobre servidores padrão.
Baseia-se nos serviços oferecidos pela camada CI para fazer a gestão conjunta dos recursos disponíveis nos vários nós do cluster. Esta gestão procura fornecer ao utilizador/administrador noção de que o "cluster" é uma máquina única.
A principal base do projeto OpenSSI é o projeto de «Infrastrutura de Cluster» (CI - Cluster Infrastructure) para Linux.

## Limitações do OpenSSI
- Membros do Cluster: Número máximo de nós por agrupamento (cluster).
- Cluster Filesystem (CFS): Tamanho máximo do arquivo, número máximo de arquivos e diretórios.
- Proc: Número máximo de pontos de montagem.
- IPC: Número máximo de semáforos compartilhados.
- Sockets: Número máximo de sockets.
- Processos: Número máximo de processos.
- PTY: Número máximo de ptys.
- Sistema de alta disponibilidadeHA-LVS: Número máximo de conexões, número máximo de directores, número máximo de CVIP's.
- DRBD-SSI: Tamanho máximo do volume por dispositivo drdb, número máximo de dispositivos drdb.

## Tecnologias integradas no projeto OpenSSI
- NSC
- CI
- GFS
- DLM
- LVS
- Mosix
- Scyld/Beowulf
- Alta Disponibilidade
- UML
- DRBD
- EVMS/CLVM
- Lustre